# جعبه‌دنده دستی

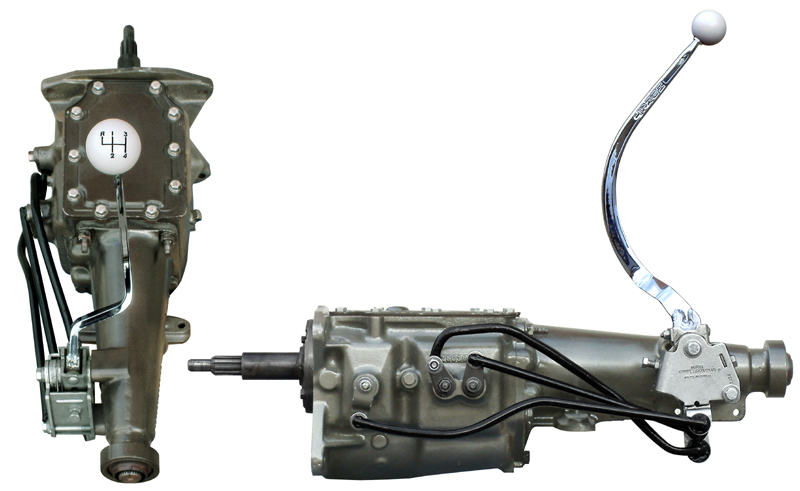
نمایی از یک جعبه‌دندهٔ دستی متعلق به شرکت فورد

جعبه‌دندهٔ دستی یا گیربکس دستی یا گیربکس دنده‌ای (به انگلیسی: manual transmission) گونه‌ای جعبه‌دنده است که به‌عنوان جعبه‌دندهٔ استاندارد نیز شناخته می‌شود، عملیات انتقال گشتاور خروجیِ موتور به چرخ‌ها را توسط مجموعه‌ای از چرخ‌دنده‌ها انجام می‌دهد، که روی دو میله (شَفتِ) ورودی و خروجی قرار دارد. کلاچ مورد استفاده در این گونه جعبه‌دنده از گونه خشک است و معمولاً عملیات انتقال قدرت توسط پدال کلاچِ پایی یا دسته‌دنده دستی انجام می‌گیرد.
در خودروهای قدیمی‌تر، دسته‌دنده گاهی روی ستون فرمان قرار داشت، ولی در خودروهای امروزی، دسته‌دنده روی کنسول وسط قرار تعبیه شده‌است.
جعبه‌دنده‌های دستی، در مجموع به سه نوعِ ۴دنده، ۵دنده و ۶دنده تقسیم می‌شوند. گیربکس‌های ۴دندهٔ دستی پیش‌تر در خودروی‌های دههٔ ۱۹۵۰ تا ۱۹۷۰ میلادی استفاده می‌شدند و اکنون در صنعت خودروسازی منسوخ شده‌اند. گیربکس‌های ۵دنده و ۶دندهٔ دستی اکنون بیشترین کاربرد را در میان خودروهای استاندارد دارای جعبه‌دنده دستی دارند.
دیگر گونه‌های جعبه‌دنده شامل جعبه‌دندهٔ نیمه‌خودکار، جعبه‌دندهٔ خودکار، جعبه‌دندهٔ متغیر پیوسته و مانوماتیک (تک‌واژ چندوجهی از ترکیب دستی و اتوماتیک) است.